# Televisión por la inclusión
Televisión por la inclusión é uma minissérie argentina de 2011 escrita por Silvina Olschansky e Gabriel Cela. Foi produzida pela ON TV Contenidos para o Canal 9. Por sua atuação na série, Darío Grandinetti e Cristina Banegas foram premiados com um Emmy Internacional de melhor ator e atriz.

## Sinopse
Minissérie sobre a inclusão social e a luta contra a discriminação. O denominador comum das diferentes histórias do ciclo é a necessidade de inclusão das pessoas que são vítimas de sua condição e meio ambiente.

## Elenco
- Episódio 1 - "Esa gente" com Selva Alemán, Eleonora Wexler, Rafael Spregelburd e Vera Spinetta.
- Episódio 2 – “Suelo argentino” com Darío Grandinetti, Juan Grandinetti, María Onetto, Pascual Condito, Alfredo Castellani, Paul Cruzatt, Vanesa Robbiano e Javier Niklison.
- Episódio 3 e 4 – “La violinista” com Daniel Hendler, Alejandra Flechner, Ailín Salas e Nicolás Martin.
- Episódio 5 – “La cena” com Mirta Busnelli, Patricio Contreras, Bimbo Godoy, Esteban Meloni, María Alche e Guillermo Pfening.
- Episódio 6 e 7 – “Orden natural” com Leonardo Sbaraglia, Valentina Bassi, Alberto Ajaka, Lucrecia Oviedo, Mario Moscoso e Claudio Rissi.
- Episódio 8 – “Acosada” com Soledad Fandiño e Luis Machín.
- Episódio 9 – “Sin cobertura” com Gloria Carrá, Cristina Banegas, Malena Pichot e María Delfina Demattei.
- Episódio 10 – “Tipos grandes” com Patricio Contreras e Enrique Liporace.
- Episódio 11 – “Daños y prejuicios" com María Onetto, Beatriz Spelzini, Carlos Kaspar e Ricardo Merkin.
- Episódio 12 - "Pertenecer" com Lito Cruz e Mariano Argento.
- Episódio 13 - "Matonaje escolar" com Carlos Santamaría, Vera Spinetta e Camilo Cuello Vitae.